# Zuclo
Zuclo (Zùhel in dialetto locale) è una frazione di 365 abitanti del comune di Borgo Lares nella provincia di Trento, situato nelle Valli Giudicarie. Ha costituito comune autonomo fino al 31 dicembre 2015, dopodiché si è fuso con Bolbeno per formare il nuovo comune di Borgo Lares.

## Storia

### Simboli
Stemma
Gonfalone

Lo stemma del comune era stato adottato con delibera del consiglio comunale n. 27 del 20 settembre 1984.

## Monumenti e luoghi di interesse
- Chiesa di San Martino, parrocchiale.

## Società

### Evoluzione demografica
Abitanti censiti

## Amministrazione
| Periodo | Periodo | Primo cittadino    | Partito | Carica  | Note |
| ------- | ------- | ------------------ | ------- | ------- | ---- |
| 1996    | 2000    | Beniamino Zoanetti |         | Sindaco |      |
| 2000    | 2005    | Beniamino Zoanetti |         | Sindaco |      |
| 2005    | 2010    | Paolo Artini       |         | Sindaco |      |
| 2010    | 2015    | Paolo Artini       |         | Sindaco |      |